# Tienen (Frankrijk)
Tienen (Frans: Thiennes) is een gemeente in de Franse Westhoek, in het Franse Noorderdepartement (Frans: département du Nord). De gemeente ligt in Frans-Vlaanderen in de streek het Leiedal. Tienen grenst aan de gemeenten Steenbeke, Moerbeke, Haverskerke, Saint-Venant, Aire-sur-la-Lys en Boezegem. Aan de zuidkant van de gemeente stroomt de Leie en zo is Tienen een grensgemeente tussen Frans-Vlaanderen en Artesië. In het zuidoosten ligt het gehucht Tannay. Hier bevindt zich een Britse militaire begraafplaats. De gemeente telde 918 inwoners op 1 januari 2022. In België is er ook een gemeente met de naam Tienen.

## Naam
Tienen werd voor het eerst vermeld in 831 als Teones en in 1114 als Tines, van het Oudfrans: tienne (heuvel). 

## Geschiedenis
Al in de Gallo-Romeinse periode, toen Caesar bezig was met het noorden van Gallië onder zijn macht te brengen, was het grondgebied van het huidige Tienen een belangrijke plaats omdat het een goede aanlegplaats was aan de Leie. Vandaar dat er door hen een heerbaan werd aangelegd richting Kassel, in die tijd de Romeinse hoofdplaats van de streek.
In 1745 werd Tienen verheven tot graafschap.

## Geografie
De oppervlakte van Tienen bedroeg op 1 januari 2022 7,54 vierkante kilometer; de bevolkingsdichtheid was toen 121,8 inwoners per km².

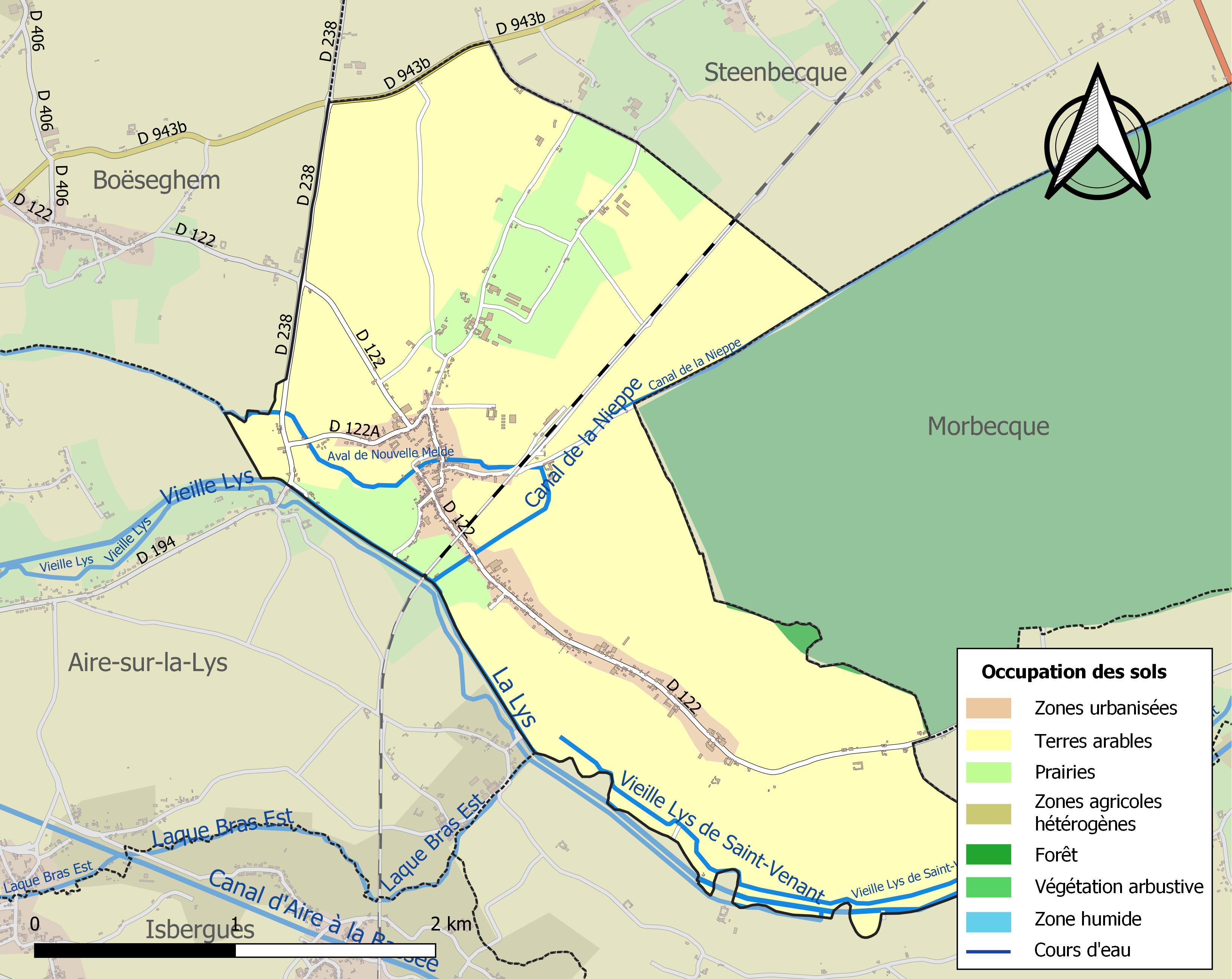
Kaart van de gemeente met belangrijkste infrastructuur, bodemgebruik en omliggende gemeenten

## Natuur en landschap
Tienen ligt op de linkeroever van de Leie en hier begint ook het Canal de la Nieppe dat loopt naar La Motte-au-Bois. Tussen de Leie en het kanaal strekt zich het Forêt de Nieppe uit. De hoogte varieert van 17 tot 35 meter. In het verleden werd hier silex gewonnen.

## Bezienswaardigheden
- De Sint-Pieterskerk (Église Saint-Pierre), oorspronkelijk uit de dertiende of veertiende eeuw
- In de gemeente bevinden zich enkele Britse militaire begraafplaatsen uit de Eerste Wereldoorlog:
  - Thiennes British Cemetery
  - Tannay British Cemetery
  - Ook op het gemeentelijke Kerkhof van Tienen bevindt zich een oorlogsgraf.

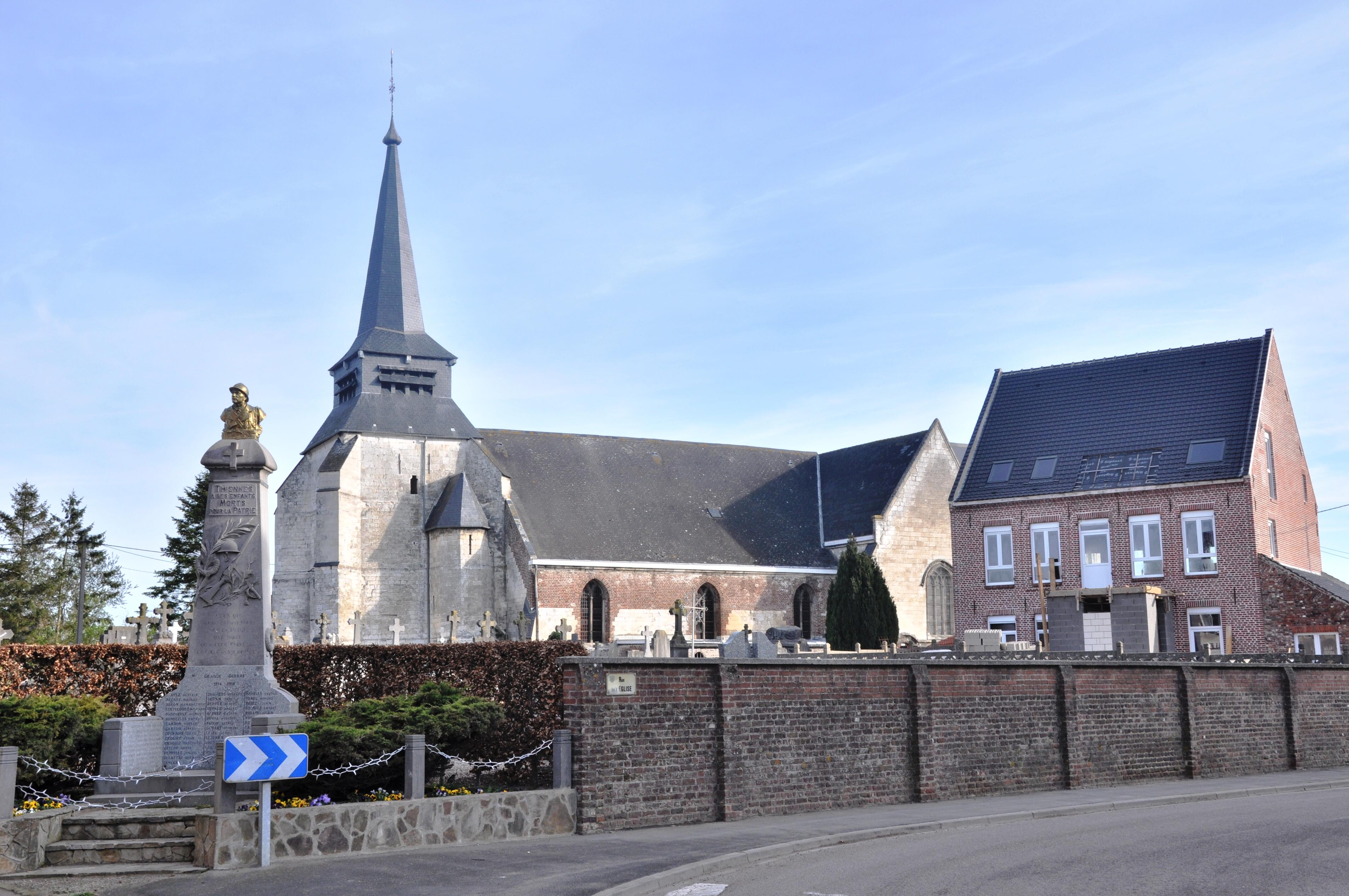
De Sint-Pieterskerk in Tienen

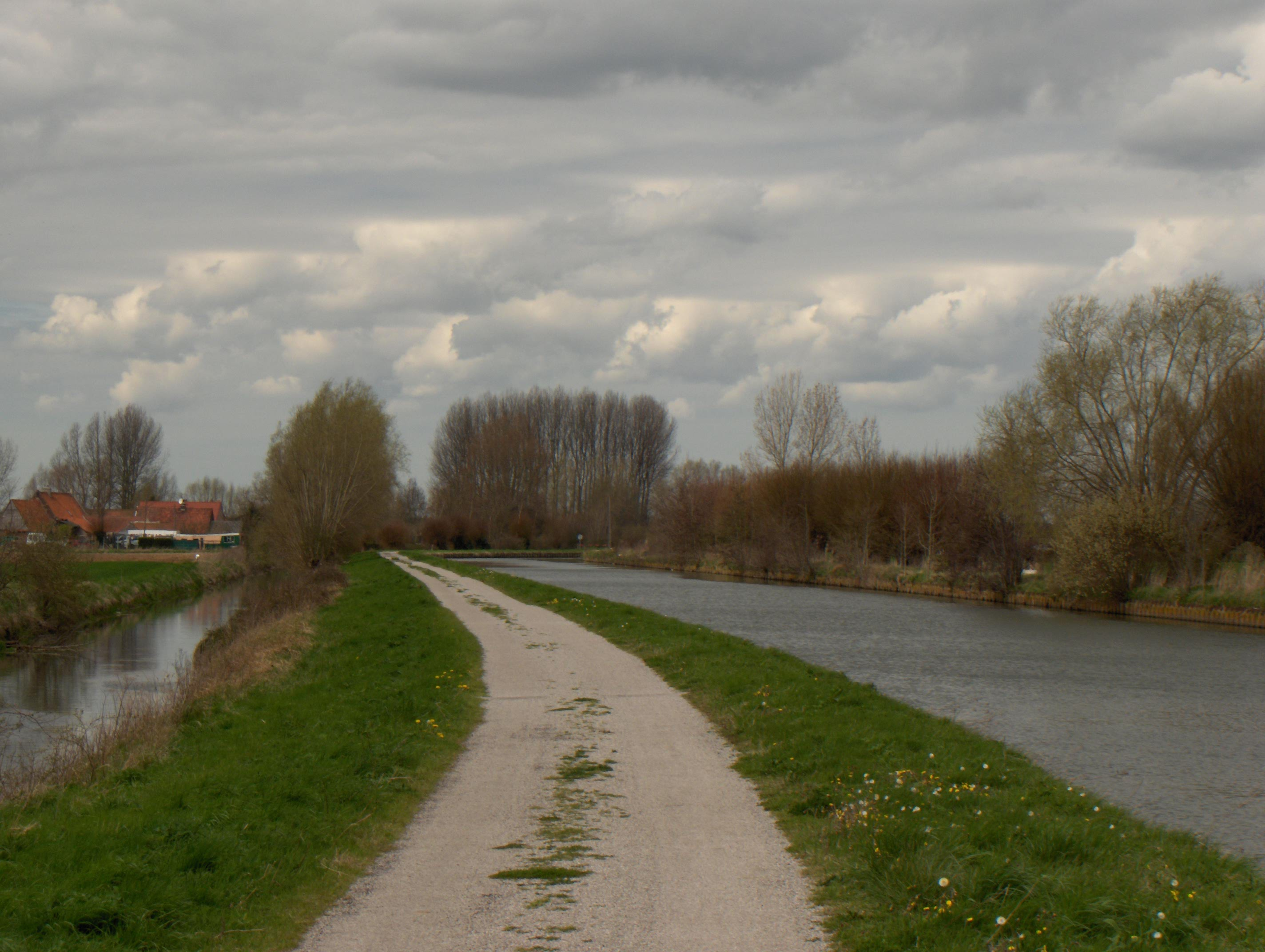
De Leie

## Demografie
Onderstaande figuur toont het verloop van het inwonertal (bron: INSEE-tellingen).

## Verkeer en vervoer
Het Station Thiennes ligt aan de spoorlijn Arras-Duinkerke.

## Nabijgelegen kernen
Aire-sur-la-Lys, Boezegem, Steenbeke, Haverskerke, Saint-Venant
Blaringem · Boezegem · Ebblingem · La Gorgue  · Haverskerke · Hazebroek · Linde · Meregem · Moerbeke · Nieuw-Berkijn · Ruisscheure · Steenbeke · Stegers · Tienen · Waalskappel · Zerkel
Armboutskappel · Arneke · Bambeke · Bavinkhove · Belle · Berten · Bieren · Bissezele · Blaringem · Boeschepe · Boezegem · Bollezele · Borre · Bray-Dunes · Broekburg · Broekkerke · Broksele · Buisscheure · Drinkam · Duinkerke · Ebblingem · Eke · Ekelsbeke · Eringem · Gijvelde · Godewaarsvelde · La Gorgue · Grand-Fort-Philippe · Grevelingen · Groot-Sinten · Hardefoort · Haverskerke · Hazebroek · Herzele · Holke · Hondegem · Hondschote · Hooimille · Houtkerke · Kaaster · Kapelle · Kapellebroek · Kassel · Killem · Kraaiwijk · Krochte · Kwaadieper · Lederzele · Ledringem · Leffrinkhoeke · Linde · Loberge · Loon · Meregem · Merkegem · Merris · Meteren · Millam · Moerbeke · Niepkerke · Nieuw-Berkijn · Nieuw-Koudekerke · Nieuwerleet · Noordpene · Ochtezele · Okselare · Oostkappel · Oud-Berkijn · Oudezele · Pitgam · Pradeels · Rekspoede · Rubroek · Ruisscheure · Sint-Janskappel · Sint-Joris · Sint-Mariakappel · Sint-Momelijn · Sint-Pietersbroek · Sint-Silvesterkappel · Sint-Winoksbergen · Soks · Spijker · Stapel · Steenbeke · Steenvoorde · Steenwerk · Stegers · Stene · Strazele · Terdegem · Téteghem-Coudekerque-Village · Tienen · Uksem · Vleteren · Volkerinkhove · Waalskappel · Warrem · Waten · Wemaarskappel · Westkappel · Wilder · Winnezele · Wormhout · Wulverdinge · Zegerskappel · Zerkel · Zermezele · Zoeterstee · Zuidkote · Zuidpene